# Frederik Bo Andersen
Frederik Bo Andersen (* 9. Dezember 1998 in Roskilde) ist ein dänischer Handballspieler.

## Karriere
Andersen spielte in der Jugend in seiner Heimatstadt Roskilde, bevor er 2015 zu GOG wechselte, für den er in der Håndboldligaen sowie 2018/19 im EHF-Pokal, 2019/20 in der EHF Champions League und 2020/21 in der EHF European League auflief. Im Sommer 2021 wechselte der 1,86 Meter große Rechtsaußen zum deutschen Bundesligaaufsteiger HSV Hamburg, bei dem er einen Vertrag bis 2024 unterschrieb.
Andersen gab am 1. November 2016 sein Debüt für die dänische Jugendnationalmannschaft. Am 6. November 2024 gab er sein Länderspieldebüt für die dänische A-Nationalmannschaft.